# Bigor Dolenci
Bigor Dolenci (makedonska: Бигор Доленци) är en ort i Nordmakedonien. Den ligger i kommunen Kičevo, i den västra delen av landet, 70 kilometer sydväst om huvudstaden Skopje. Bigor Dolenci ligger 612 meter över havet och antalet invånare är 189.